# لغز وادي بوسكومب
لغز وادي بوسكومب (بالإنجليزية: The Boscombe Valley Mystery)‏ واحدة من 56 قصة قصيرة لشرلوك هولمز من تأليف ارثر كونان دويل، والقصة الرابعة في سلسلة مغامرات شرلوك هولمز. نشرت لأول مرة في مجلة ستراند في أكتوبر 1891.

## ملخص القصة
يذهب شرلوك هولمز والدكتور واطسون إلى وادي بوسكومب من اجل التحقيق في وفاة تشارلز مكارثي. المفتش ليستراد من سكوتلاند يارد مقتنع أن ابن الضحية جيمس هو من قتل والده لان الادلة ضده قوية، لكن هولمز غير مقتنع بالنتائج التي وصل اليها ليستراد ويصل بعد تحقيقاته إلى نتيجة مختلفة.

## الاقتباس
- تم اقتباس إحدى حلقات مسلسل شرلوك هولمز من القصة في عام 1968 من بطولة بيتر كوشينغ بدور شرلوك هولمز.
- تم اقتباس إحدى حلقات مسلسل مغامرات شرلوك هولمز من القصة عام 1991 من بطولة جيرمي بريت ومن إنتاج قناة ITV البريطانية.
- تم اقتباس احداث القصة كمسرحية عام 2007 في مهرجان إدنبرة الدولي تحت عنوان «جريمة في الحقول».

## الترجمة العربية
- لغز وادي بوسكومب، دار الأجيال للنشر.[4]
- لغز وادي بوسكومب، مؤسسة هنداوي، ترجمة صلاح عبد العزيز مفتاح ومراجعة شيماء طه الريدي.[5]

## روابط خارجية
- قراءة الرواية مرفوقة برسومات سيدني بادجيت (باللغة الإنجليزية).
- القصة على شكل كتاب مسموع (باللغة الإنجليزية).